# FC Hertha Wels Juniors
Der FC Hertha Wels Juniors ist ein Fußballverein aus der oberösterreichischen Stadt Wels. Seit 2024 tritt er nur noch im Jugendfußball an, nachdem die Kampfmannschaft als Reserve in den FC Hertha Wels eingegliedert wurde. Die Jahre davor spielte er abwechselnd in der Regionalliga Mitte und seit der Saison 2022/23 in der vierthöchsten Leistungsstufe, der OÖ Liga.

## Geschichte
Der FC Wels wurde während der laufenden Meisterschaft im Jahr 2003 durch Fusion der traditionsreichen Vereine SK Eintracht und FC Union gegründet. Lange davor wurde schon immer über einen Großklub in Wels diskutiert, da es neben diesen Klubs auch noch den WSC Hertha, ESV Wels und die Blaue Elf Wels gab. Aus einem einzigen Großklub wurde jedoch zunächst nichts, umso überraschender kam dann die, vor allem aus politischer Sicht, brisante Fusion zwischen der „roten“ Eintracht und der „schwarzen“ Union.
Die erste Meisterschaft 2002/03 wurde auf dem 12. Tabellenplatz beendet, 2003/04 belegte der FC Wels den 15. und vorletzten Rang. 2004/05 kam Wels auf den 13. und 2005/06 auf den achten Platz.
Im Spieljahr 2006/07 spielte Wels einen anständigen, aber nicht überragenden Herbst, überwinterte auf dem 5. Platz. Aufgrund des großen Rückstandes auf die Spitze suchten die Welser nicht um eine Lizenz für die Erste Liga an. Das sollte sich beinahe rächen: In der Rückrunde gewann man ein Spiel nach dem anderen, führte die Tabelle bis zum vorletzten Spieltag an. Durch eine Niederlage am letzten Spieltag wurde der Meistertitel zwar doch noch verspielt, die Vizemeisterschaft ist aber dennoch der größte Erfolg der noch jungen Vereinsgeschichte. Ab der Saison 2012/13 spielte der Verein jedoch viertklassig, nachdem er im Vorjahr knapp abgestiegen war.
In der Saison 2014/15 konnte das Finale des Baunti-Landescup gegen den ATSV Stadl-Paura mit 3:1 gewonnen werden, was den ersten großen Titel für den FC Wels bedeutete.
In der Saison 2017/18 konnte man als Viertplatzierter wieder in die Regionalliga aufsteigen.
2023 ging der FC Wels eine Spielgemeinschaft mit dem Regionalligisten WSC Hertha Wels ein und fungierte fortan faktisch als Zweitmannschaft der Hertha. Die SPG Wels II wurde in der Saison 2023/24 aber Letzter in der OÖ Liga und stieg demnach in die fünftklassige Landesliga ab. Zur Saison 2024/25 fusionierten die Hertha und der FC zum FC Hertha Wels. Die Reserve des Fusionsklubs übernahm den Spartplatz der ehemaligen SPG Wels II in der Landesliga. Der FC Wels benannte sich anschließend in FC Hertha Wels Juniors um, betreibt aber nur noch Teams im Jugendfußball.

## Stadion
Seit der Saison 2016/17 spielt der FC Wels in der von Juli 2014 bis Juli 2016 neu errichteten „HUBER Arena“ in Wimpassing. Diese bietet Platz für bis zu 3.000 Besucher, davon bis zu 500 Zusehern einen überdachten Sitzplatz auf der Tribüne. Das Stadion besteht aus einem Hauptfeld sowie 2 Trainingsfeldern und einem kleinen und großen Kunstrasenplatz.
Seit 6. Juli 2017 trägt das Stadion wieder den ursprünglichen Namen „Sportanlage Wimpassing“.
Davor spielte der FC Wels auf dem Gelände der früheren Eintracht Wels, dem „ASKÖ-Stadion“ im Stadtteil Vogelweide sowie im „Union-Stadion“ der ehemaligen FC Union in Wels-Lichtenegg.

## Erfolge
- 1× Regionalliga-Vizemeister (2006/07)
- 2× Welser Hallen-Stadtmeisterschaft (2013/14, 2014/15)
- 1× Baunti-Landescup-Sieger (2014/15)

## Bekannte ehemalige Spieler
- Klaus Lindenberger
- Walter Schachner
- Jürgen Werner I
- Helge Payer
- Paul Perstling
- Robert Žulj

## Frauenfußball
Die Frauenmannschaft des FC Wels, die FC Wels Ladies, wurde 2003 gegründet. In der Saison 2007/08 erreichte sie den Aufstieg in die 2. Bundesliga. Trainiert wird die Mannschaft seit November 2009 von Rudolf Federmair, Co-Trainer ist Norbert Gruber, zum jetzigen Zeitpunkt trainiert Wolfgang Hauer die A Mannschaft. Am 2. Juni 2011 gewannen die Ladies erstmals in der Vereinsgeschichte den oberösterreichischen Frauencup, nachdem sie sich im Finale mit 4:2 nach Elfmeterschießen gegen ASKÖ Dionysen hatten durchsetzen können. In der Saison 2016/17 spielte das Team in der oberösterreichischen Frauenliga, in der nächsten wurde das Team aufgelöst und die Spielerinnen wechselten zum WSC Hertha oder zu SV Traun.